# Peyton Krebs
Peyton Krebs (* 16. Januar 2001 in Calgary, Alberta) ist ein kanadischer Eishockeyspieler, der seit November 2021 bei den Buffalo Sabres in der National Hockey League unter Vertrag steht. Mit der kanadischen Nationalmannschaft gewann der Center die Goldmedaille bei der Weltmeisterschaft 2023.

## Karriere
Peyton Krebs wurde in Calgary geboren und wuchs in Okotoks auf. Zur Saison 2016/17 wechselte er zu den Kootenay Ice in die Western Hockey League (WHL), die ranghöchste Juniorenliga seiner Heimatprovinz. Dort verzeichnete er in der Spielzeit 2017/18 in 67 Spielen 54 Scorerpunkte, womit er alle Rookies der Liga anführte, während jedoch die Jim Piggott Memorial Trophy als bester WHL-Neuling sein späterer Teamkollege Dylan Cozens gewann. Zur Saison 2018/19 übernahm er das Amt des Kapitäns bei den Ice und bestätigte seine persönliche Offensivstatistik, wobei er auch am CHL Top Prospects Game teilnahm. Am Ende des Spieljahres wurde er im NHL Entry Draft 2019 an 17. Position von den Vegas Golden Knights ausgewählt. Vorerst kehrte der Kanadier jedoch für zwei weitere Jahre zum mittlerweile als Winnipeg Ice firmierenden WHL-Team zurück, wobei er in der verkürzten Saison 2020/21 die Liga mit 43 Punkten als Topscorer anführte und daher die Bob Clarke Trophy erhielt. Darüber hinaus zeichnete man ihn mit der Four Broncos Memorial Trophy als wertvollsten Spieler der WHL aus.
Nachdem er bereits im November 2019 einen Einstiegsvertrag bei den Vegas Golden Knights unterzeichnet hatte, gab er gegen Ende der Spielzeit 2020/21 seine Debüts – sowohl im Mai 2021 für die Golden Knights in der National Hockey League (NHL) als auch für deren Farmteam, die Henderson Silver Knights, in der American Hockey League (AHL). Bereits im November 2021 allerdings gaben ihn die Golden Knights samt Alex Tuch, einem Erstrunden-Wahlrecht im NHL Entry Draft 2022 sowie einem Drittrunden-Wahlrecht im NHL Entry Draft 2023 an die Buffalo Sabres ab, während im Gegenzug Jack Eichel und ein Drittrunden-Wahlrecht im Draft 2023 nach Las Vegas wechselten. Nach einigen Einsätzen bei den Rochester Americans in der AHL etablierte sich der Center im weiteren Verlauf im NHL-Aufgebot der Sabres, für die er in seiner ersten kompletten NHL-Saison 2022/23 auf 26 Punkte in 74 Partien kam.

### International
Auf internationaler Ebene debütierte Krebs bei der World U-17 Hockey Challenge 2017 und gewann dabei mit dem Team Canada Red die Silbermedaille. Im U18-Bereich folgte eine Goldmedaille beim Hlinka Gretzky Cup 2018 sowie ein vierter Platz bei der U18-Weltmeisterschaft 2019. In der Folge nahm der Angreifer mit der kanadischen U20-Nationalmannschaft an der U20-Weltmeisterschaft 2021 teil und errang dort mit der Auswahl eine weitere Silbermedaille. Wenig später lief er erstmals für die A-Nationalmannschaft seines Heimatlandes auf, die bei der Weltmeisterschaft 2023 die Goldmedaille gewann.

## Erfolge und Auszeichnungen
| - 2019 Teilnahme am CHL Top Prospects Game - 2020 WHL East Second All-Star Team - 2021 Four Broncos Memorial Trophy | - 2021 Bob Clarke Trophy - 2021 WHL East Division All-Star Team |

### International
- 2017 Silbermedaille bei der World U-17 Hockey Challenge
- 2018 Goldmedaille beim Hlinka Gretzky Cup
- 2021 Silbermedaille bei der U20-Weltmeisterschaft
- 2023 Goldmedaille bei der Weltmeisterschaft

## Karrierestatistik
Stand: Ende der Saison 2024/25

### International
Vertrat Kanada bei:
| - World U-17 Hockey Challenge 2017 - Hlinka Gretzky Cup 2018 - U18-Weltmeisterschaft 2019 | - U20-Weltmeisterschaft 2021 - Weltmeisterschaft 2023 |

(Legende zur Spielerstatistik: Sp oder GP = absolvierte Spiele; T oder G = erzielte Tore; V oder A = erzielte Assists; Pkt oder Pts = erzielte Scorerpunkte; SM oder PIM = erhaltene Strafminuten; +/− = Plus/Minus-Bilanz; PP = erzielte Überzahltore; SH = erzielte Unterzahltore; GW = erzielte Siegtore; 1 Play-downs/Relegation; Kursiv: Statistik nicht vollständig)